# Ardonea unicolor
Ardonea unicolor là một loài bướm đêm thuộc phân họ Arctiinae, họ Erebidae.